# Boston Society of Film Critics Awards 1998
La 19ª edizione dei Boston Society of Film Critics Awards si è svolta il 13 dicembre 1998.

## Premi

### Miglior film
- Out of Sight, regia di Steven Soderbergh
- The General, regia di John Boorman
- Salvate il soldato Ryan (Saving Private Ryan), regia di Steven Spielberg

### Miglior attore
- Brendan Gleeson - The General e I dilettanti (I Went Down)
- George Clooney - Out of Sight
- John Hurt - Amore e morte a Long Island (Love and Death on Long Island)

### Migliore attrice
- Samantha Morton - Under the Skin - A fior di pelle (Under the Skin)
- Ally Sheedy - High Art
- Cate Blanchett - Elizabeth
- Jane Horrocks - Little Voice - È nata una stella (Little Voice)

### Miglior attore non protagonista
- William H. Macy - Pleasantville, A Civil Action e Psycho
- Billy Bob Thornton - Soldi sporchi (A Simple Plan)
- Robert De Niro - Paradiso perduto (Great Expectations)
- Stephen Rea - The Butcher Boy

### Migliore attrice non protagonista
- Joan Allen - Pleasantville
- Patricia Clarkson - High Art
- Bridget Fonda - Soldi sporchi (A Simple Plan)

### Miglior regista
- John Boorman - The General
- Steven Soderbergh - Out of Sight
- Roberto Benigni - La vita è bella

### Migliore sceneggiatura
- Scott Frank - Out of Sight
- Marc Norman e Tom Stoppard - Shakespeare in Love
- Ed Decter, John J. Strauss, Peter e Bobby Farrelly - Tutti pazzi per Mary (There's Something About Mary)

### Miglior fotografia
- Janusz Kaminski - Salvate il soldato Ryan (Saving Private Ryan)

### Miglior documentario
- The Big One, regia di Michael Moore
- Dear Jesse, regia di Tim Kirkman
- Theme: Murder, regia di Martha Swetzoff

### Miglior film in lingua straniera
- Il sapore della ciliegia (طعم گيلاس), regia di Abbas Kiarostami  ·  Francia/ Iran
- Festen - Festa in famiglia (Festen), regia di Thomas Vinterberg ·  Danimarca
- La vita è bella, regia di Roberto Benigni  ·  Italia

### Miglior regista esordiente
- Carine Adler – Under the Skin - A fior di pelle (Under the Skin)